# مات مكاي
ماثيو غراهام مكاي (بالإنجليزية: Matthew Graham McKay)‏ (ولد في 11 يناير 1983 في بريزبان) لاعب كرة قدم دولي أسترالي يلعب حاليا لصالح نادي بريزبان رور في مركز الوسط المحوري والأيمن منذ 2013.

## روابط خارجية
- مات مكاي على موقع الاتحاد الدولي (مؤرشف)  (الإنجليزية)
- مات مكاي على موقع دوري كوريا الجنوبية (الإنجليزية)
- مات مكاي على موقع قاعدة بيانات كرة القدم.إي يو (الإنجليزية)
- مات مكاي على موقع ناشيونال فوتبول تيمز (الإنجليزية)
- مات مكاي على موقع Soccerway.com (الإنجليزية)
- مات مكاي على موقع عالم كرة القدم.نت (الإنجليزية)
- مات مكاي على موقع AS.com (الإسبانية)